# Michelinoceras
Il genere Michelinoceras (Foeste, 1932; specie tipo: Orthoceras michelini Barrande, 1866), era un nautiloide dotato di conchiglia ortocona (cioè di forma conica a sviluppo rettilineo), vissuto durante il Paleozoico (Ordoviciano-Permiano) e parte del Mesozoico (Triassico). È il più antico genere conosciuto dell'ordine Orthocerida.
Le testimonianze fossili coprono un periodo che va dall'Ordoviciano al Triassico. Durante il Siluriano questo genere raggiunge la massima diffusione, per poi declinare progressivamente fino alla crisi biologica del Devoniano Superiore. Alcune specie perdurano nel Carbonifero e nel Permiano, e superano anche la crisi permo-triassica fino al Triassico Medio. In letteratura è riportato nella parte settentrionale del Gondwana, ovvero nelle attuali Repubblica Ceca (Barrandium), Francia (Bretagna Occidentale, Provenza), Germania, Caucaso, Nord America, Tibet, Giappone ed Australia. In Italia, questi animali vissero nella zona dove attualmente sorge la Sardegna.
Le specie ascritte al genere sono accomunate da una conchiglia ortocona di tipo longicono (lunga ed affusolata), di forma semicilindrica ed a sezione semicircolare, con camere di forma piuttosto allungata separate da setti concavi verso l'apertura e collegate fra loro da un sifone: un'appendice organica rivestita di carbonato di calcio, di forma tubolare, passante attraverso la zona centrale dei setti.